# Persiwa Wamena
Le Persiwa Wamena est un club indonésien de football basé à Wamena.